# Криза чоловічого безпліддя

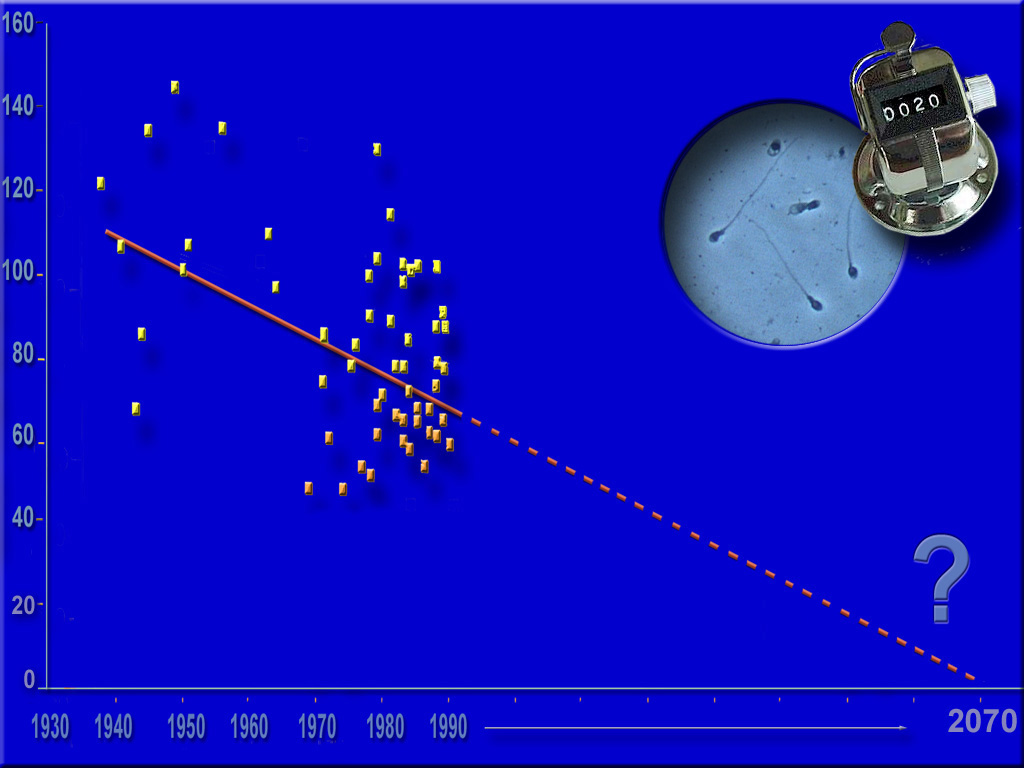
Тенденції до зниження якості та кількості чоловічої сперми в західних країнах між 1950 та 2000 роками

Криза чоловічого безпліддя (англ. male infertility crisis) — це скорочення майже удвічі в кінці ХХ — поч. ХХІ ст. кількості сперматозоїдів у чоловіків. Увагу до цього явища привернуло дослідження 2017 року, що виявило зменшення сперматозоїдів між 1973 і 2011 роками на 52,4 % (із 99 млн до 47 млн на мл). Причинами можуть бути внутрішньоутробні травми (т. зв. вікно репродуктивного програмування), серцево-судинні хвороби, онкозахворювання та хімічні речовини, відомі як ендокринні руйнівники. Криза особливо поширена на Заході, у таких регіонах як Нова Зеландія, Австралія, Європа та Північна Америка. Зниження в інших частинах світу ще не спостерігається. В книзі «Зворотний відлік» репродуктивної епідеміологині Шенни Свон, виявлено щорічне зниження репродуктивного здоров'я чоловіків на 1 % в рік. Це швидше, ніж темпи глобального потепління, якщо довіряти даним екоактивістів. Більш того, якщо людство продовжуватиме йти цим шляхом, то до 2045 року кількість сперматозоїдів досягне нуля, передбачає письменниця.

## Дослідження феномену
Вперше вживати термін «криза народжуваності у чоловіків» вчені почали ще в 1970-х роках із припущеннями, що це могло виникнути раніше в 1960-х. У 1990-х роках термін став загальноприйнятим у рамках обговорення питань здоров'я чоловіків. Деякі порівняли довгострокові наслідки з колапсом народжуваності в таких художніх творах, як «Останній нащадок Землі» та «Оповідь служниці».
Починаючи з 1970-х та 1980-х років, були опубліковані перші дослідження, в яких спостерігалося зниження якості сперми, а згодом і кількості сперми у чоловіків.
У 1980 р. Всесвітня організація охорони здоров'я опублікувала свою першу публікацію — лабораторний посібник для аналізу сперми. Це встановило стандартні параметри для всесвітнього вимірювання якості та нормальності сперми. Обмежені дослідження у 1980-х рр. виявили перші ознаки зниження, пов'язані з впливом токсинів навколишнього середовища.
У 1990-х роках спостерігався значний розвиток у дослідженні чоловічого безпліддя, де надійні результати підтвердили спад. Данський мета-аналіз 1992 року вченого Е. Карлсена, показав, що між 1938 і 1990 роками популяція, що описується як здорові чоловіки, зазнала значного зменшення кількості сперми та обсягу насінної рідини.
Ближче до кінця 1990-х років, при розробці засобів проти кризи чоловічого безпліддя була виявлена методика, відома як інтрацитоплазматична ін'єкція сперми (ICSI)
Наявні методи вирішення проблеми родючості, які найчастіше використовуються, наприклад, допоміжна репродуктивна технологія (АРТ), дають ускладнення, дорогі та недоступні.
На сьогодні існують різні групи обізнаності щодо репродуктивного здоров'я чоловіків, серед яких Тиждень здоров'я чоловіків та міжнародна програма інформування про здоров'я чоловіків Movember.
Подальші дослідження у 2018 році, представлені на Науковому конгресі Американського товариства репродуктивної медицини (ASRM), спостерігали подібні висновки про те, що кількість сперми зменшилася, а рухливість сперми знизилася протягом 2000-х років.
Нещодавно з'явились відразу декілька досліджень, в яких стверджується, що й коронавірус викликає безпліддя, знижуючи чоловічий репродуктивний потенціал.

## Дискусії та суперечки
Міркування про причини кризи все ще викликають суперечки. Наслідки кризи тривалий час вивчалися окремо від питання про причини безпосереднього впливу на рівень народжуваності та рівень народження дітей. В андрологічному співтоваристві продовжується дискусія щодо остаточного характеру доказів, що підтверджують твердження про кризу.